# Kanton Candé
Kanton Candé (fr. Canton de Candé) je francouzský kanton v departementu Maine-et-Loire v regionu Pays de la Loire. Tvoří ho šest obcí.

## Obce kantonu
- Angrie
- Candé
- Challain-la-Potherie
- Chazé-sur-Argos
- Freigné
- Loiré